# Francisco Pons Alcoy
Francisco Pons Alcoy   (Beniparrell, 4 de juliol de 1942 - Massanassa, 12 de gener de 2018) va ser un empresari valencià, president del grup empresarial Importaco a més de vinculat amb altres grups així com a associacions empressarials com l'Associació Valenciana d'Empresaris (AVE) de la qual fou president entre 2003 i 2011, president i director general de la cooperativa Consum, fundador i president de Caixa Popular i vicepresident del Grup Eroski. El novembre de 2011 fou proposat per a la vicepresidència de Bankia.

## Biografia
Francisco Pons naix el 4 de juliol de 1942 a Beniparrell (l'Horta Sud) al si d'una família de comerciants agrícoles. El seu iaio començà el negoci comprant i distribuint productes agrícoles de primera necessitat. Anys més tard, el seu fill va prendre el relleu i va especialitzar l'empresa en diversos productes, entre els quals sobreeixien els cacauets i xufes. Francisco Pons Alcoy pren el relleu als anys 1965-1970 i continuà amb la distribució i elaboració de fruits secs sota la marca pròpia Casa Pons i també amb altres marques de la gran distribució. L'empresa compta actualment amb una factoria a Beniparrell, delegacions en 18 ciutats d'Espanya i diverses societats filials. La seua facturació en 2010 va ser de 249 milions d'euros i té una plantilla propera als 800 treballadors. El Grup Importaco ha esdevingut com un dels principals distribuïdors mundials d'aquest producte, i un dels principals clients al País Valencià és Mercadona de l'empresari Juan Roig.
Pons Alcoy és també professor mercantil per l'Escola de Comerç de València i PADE per l'IESE. Ha fundat i liderat iniciatives empresarials com Caixa Popular, una cooperativa de crèdit valenciana; la també cooperativa Consum. És president de l'escola d'empresaris EDEM i vicepresident d'ETNOR, fundació que lluita per l'ètica al món dels negocis. El 2003 pren el relleu de Federico Félix al capdavant de l'Associació Valenciana d'Empresaris (AVE). Abandonà el càrrec el 2011 tot i que es mantingué a la directiva de l'associació.
Arran de la dimissió de José Luis Olivas de la vicepresidència de l'entitat financera Bankia, la junta directiva d'AVE proposà a Francisco Pons per al lloc. El setembre de 2013 va ser imputat per la malversació de fons i les pràctiques il·legals dutes a terme en l'esmentada entitat.